# 산티아고 메트로

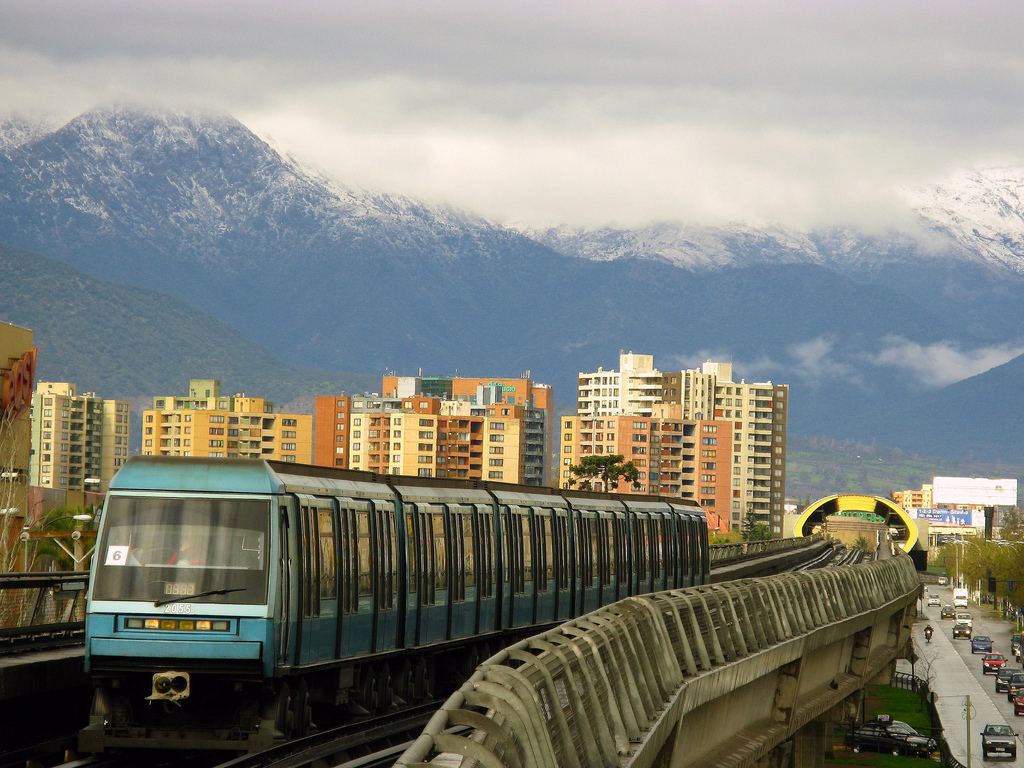
5호선 고가 구간에 있는 NS 93 열차

산티아고 메트로(스페인어: Metro de Santiago)는 칠레 산티아고의 도시철도 시스템이다. 현재 7개 노선(1~6번 및 4A번), 143개 역, 149km(92.6마일)의 노선으로 구성되어 있다. 이 시스템은 국유 메트로 SA에서 관리하고 있으며 칠레 최초이자 유일한 고속 교통 시스템이다.